# Supermarket (filme)
Supermarket é um filme de comédia dramática montenegrino de 2023 escrito, produzido, editado e dirigido por Nemanja Bečanović. Ele segue um morador de rua que vive escondido em um supermercado aproveitando os luxos que o lugar tem com um novo visitante. É estrelado por Bojan Žirović, acompanhado por Branimir Popović e Ana Pejović. O filme foi descrito como uma releitura moderna de Robinson Crusoé.
Foi selecionado como a entrada montenegrina para o Melhor Longa-Metragem Internacional no 97º Oscar.

## Sinopse
Quando as portas do supermercado se fecham, um homem sai do esconderijo para caminhar pelos corredores silenciosos e vazios do local para prosseguir para aproveitar os luxos que seu "reino" lhe oferece. No entanto, ele suspeite que esteja sendo observado por algo ou alguém.

## Elenco
- Bojan Žirović
- Branimir Popović como Robert
- Ana Pejović como Mimi

## Lançamento
Teve sua estreia mundial em 16 de novembro de 2023, no 27º Festival de Cinema Black Nights de Tallinn na seção Competição Rebels with a Cause, e foi lançado comercialmente em 18 de abril de 2024, nos cinemas montenegrinos.